# Harpactea
Harpactea es un género de arañas araneomorfas de la familia Dysderidae. Se encuentran en Europa, Norte de África, Medio Oriente y Asia central.

## Lista de especies
Se reconocen las siguientes según World Spider Catalog 19.5:
- Harpactea abantia (Simon, 1884)
- Harpactea achsuensis Dunin, 1991
- Harpactea acuta Beladjal & Bosmans, 1997
- Harpactea aeoliensis Alicata, 1973
- Harpactea agnolettii Brignoli, 1978
- Harpactea alanyana Özkütük, Elverici, Marusik & Kunt, 2015
- Harpactea albanica (Caporiacco, 1949)
- Harpactea alexandrae Lazarov, 2006
- Harpactea algarvensis Ferrández, 1990
- Harpactea alicatai Brignoli, 1979
- Harpactea angustata (Lucas, 1846)
- Harpactea antoni Bosmans, 2009
- Harpactea apollinea Brignoli, 1979
- Harpactea arguta (Simon, 1907)
- Harpactea armenica Dunin, 1989
- Harpactea arnedoi Kunt, Elverici, Özkütük & Yağmur, 2011
- Harpactea asparuhi Lazarov, 2008
- Harpactea auresensis Bosmans & Beladjal, 1991
- Harpactea auriga (Simon, 1911)
- Harpactea aurigoides Bosmans & Beladjal, 1991
- Harpactea azerbajdzhanica Dunin, 1991
- Harpactea azowensis Charitonov, 1956
- Harpactea babori (Nosek, 1905)
- Harpactea ballarini Kunt, Özkütük & Elverici, 2013
- Harpactea blasi Ribera & Ferrández, 1986
- Harpactea buchari Dunin, 1991
- Harpactea bulgarica Lazarov & Naumova, 2010
- Harpactea caligata Beladjal & Bosmans, 1997
- Harpactea camenarum Brignoli, 1977
- Harpactea carusoi Alicata, 1974
- Harpactea catholica (Brignoli, 1984)
- Harpactea caucasia (Kulczyński, 1895)
- Harpactea cecconii (Kulczyński, 1908)
- Harpactea cesari Van Keer, 2009
- Harpactea chreensis Bosmans & Beladjal, 1989
- Harpactea christae Bosmans & Beladjal, 1991
- Harpactea christodeltshevi Bayram, Kunt & Yağmur, 2009
- Harpactea clementi Bosmans, 2009
- Harpactea coccifera Brignoli, 1984
- Harpactea colchidis Brignoli, 1978
- Harpactea complicata Deltshev, 2011
- Harpactea corinthia Brignoli, 1984
- Harpactea corticalis (Simon, 1882)
- Harpactea cressa Brignoli, 1984
- Harpactea cruriformis Bosmans, 2011
- Harpactea dashdamirovi Dunin, 1993
- Harpactea deelemanae Dunin, 1989
- Harpactea deltshevi Dimitrov & Lazarov, 1999
- Harpactea digiovannii Gasparo, 2014
- Harpactea diraoi Brignoli, 1978
- Harpactea dobati Alicata, 1974
- Harpactea doblikae (Thorell, 1875)
- Harpactea dufouri (Thorell, 1873)
- Harpactea dumonti Bosmans & Beladjal, 1991
- Harpactea eskovi Dunin, 1989
- Harpactea fageli Brignoli, 1980
- Harpactea forceps Varol & Danışman, 2018
- Harpactea forcipifera (Simon, 1911)
- Harpactea gaditana Pesarini, 1988
- Harpactea galatica Brignoli, 1978
- Harpactea gennargentu Wunderlich, 1995
- Harpactea globifera (Simon, 1911)
- Harpactea golovatchi Dunin, 1989
- Harpactea gridellii (Caporiacco, 1951)
- Harpactea grisea (Canestrini, 1868)
- Harpactea gunselorum Gücel, Fuller, Göçmen & Kunt, 2018
- Harpactea hauseri Brignoli, 1976
- Harpactea heizerensis Bosmans & Beladjal, 1991
- Harpactea heliconia Brignoli, 1984
- Harpactea henschi (Kulczyński, 1915)
- Harpactea herodis Brignoli, 1978
- Harpactea hispana (Simon, 1882)
- Harpactea hombergi (Scopoli, 1763)
- Harpactea hyrcanica Dunin, 1991
- Harpactea ice Komnenov & Chatzaki, 2016
- Harpactea incerta Brignoli, 1979
- Harpactea incurvata Bosmans & Beladjal, 1991
- Harpactea indistincta Dunin, 1991
- Harpactea innupta Beladjal & Bosmans, 1997
- Harpactea isaurica Brignoli, 1978
- Harpactea johannitica Brignoli, 1976
- Harpactea kalaensis Beladjal & Bosmans, 1997
- Harpactea karabachica Dunin, 1991
- Harpactea karaschkhan Kunt, Özkütük, Elverici, Marusik & Karakaş, 2016
- Harpactea kareli Bosmans & Beladjal, 1991
- Harpactea kencei Kunt, Elverici, Özkütük & Yağmur, 2011
- Harpactea konradi Lazarov, 2009
- Harpactea korgei Brignoli, 1979
- Harpactea krueperi (Simon, 1884)
- Harpactea krumi Lazarov, 2010
- Harpactea kubrati Lazarov, 2008
- Harpactea kulczynskii Brignoli, 1976
- Harpactea lazarovi Deltshev, 2011
- Harpactea lazonum Brignoli, 1978
- Harpactea lepida (C. L. Koch, 1838)
- Harpactea loebli Brignoli, 1974
- Harpactea logunovi Dunin, 1992
- Harpactea longitarsa Alicata, 1974
- Harpactea longobarda Pesarini, 2001
- Harpactea lyciae Brignoli, 1978
- Harpactea maelfaiti Beladjal & Bosmans, 1997
- Harpactea magnibulbi Machado & Ferrández, 1991
- Harpactea major (Simon, 1911)
- Harpactea mariae Komnenov, 2014
- Harpactea martensi Dunin, 1991
- Harpactea mcheidzeae Dunin, 1992
- Harpactea medeae Brignoli, 1978
- Harpactea mehennii Bosmans & Beladjal, 1989
- Harpactea mentor Lazarov & Naumova, 2010
- Harpactea mertensi Bosmans & Beladjal, 1991
- Harpactea minoccii Ferrández, 1982
- Harpactea minuta Alicata, 1974
- Harpactea mithridatis Brignoli, 1979
- Harpactea mitidjae Bosmans & Beladjal, 1991
- Harpactea modesta Dunin, 1991
- Harpactea monicae Bosmans & Beladjal, 1991
- Harpactea mouzaiensis Bosmans & Beladjal, 1989
- Harpactea muscicola (Simon, 1882)
- Harpactea nachitschevanica Dunin, 1991
- Harpactea nausicaae Brignoli, 1976
- Harpactea nenilini Dunin, 1989
- Harpactea nuragica Alicata, 1966
- Harpactea oglasana Gasparo, 1992
- Harpactea oranensis Bosmans & Beladjal, 1991
- Harpactea ortegai Ribera & De Mas, 2003
- Harpactea osellai Brignoli, 1978
- Harpactea ouarsenensis Bosmans & Beladjal, 1991
- Harpactea ovata Beladjal & Bosmans, 1997
- Harpactea paradoxa Dunin, 1992
- Harpactea parthica Brignoli, 1980
- Harpactea persephone Gasparo, 2011
- Harpactea petrovi Lazarov & Dimitrov, 2018
- Harpactea piligera (Thorell, 1875)
- Harpactea pisidica Brignoli, 1978
- Harpactea proxima Ferrández, 1990
- Harpactea pugio Varol & Akpınar, 2016
- Harpactea punica Alicata, 1974
- Harpactea reniformis Beladjal & Bosmans, 1997
- Harpactea rubicunda (C. L. Koch, 1838)
- Harpactea rucnerorum Polenec & Thaler, 1975
- Harpactea ruffoi Alicata, 1974
- Harpactea rugichelis Denis, 1955
- Harpactea sadistica Řezáč, 2008
- Harpactea saeva (Herman, 1879)
- Harpactea samuili Lazarov, 2006
- Harpactea sanctaeinsulae Brignoli, 1978
- Harpactea sanctidomini Gasparo, 1997
- Harpactea sardoa Alicata, 1966
- Harpactea sbordonii Brignoli, 1978
- Harpactea sciakyi Pesarini, 1988
- Harpactea secunda Dunin, 1989
- Harpactea senalbensis Beladjal & Bosmans, 1997
- Harpactea serena (Simon, 1907)
- Harpactea sicula Alicata, 1966
- Harpactea simovi Deltshev & Lazarov, 2018
- Harpactea sinuata Beladjal & Bosmans, 1997
- Harpactea spasskyi Dunin, 1992
- Harpactea spirembolus Russell-Smith, 2011
- Harpactea srednagora Dimitrov & Lazarov, 1999
- Harpactea stalitoides Ribera, 1993
- Harpactea stoevi Deltshev & Lazarov, 2018
- Harpactea strandi (Caporiacco, 1939)
- Harpactea strandjica Dimitrov, 1997
- Harpactea strinatii Brignoli, 1979
- Harpactea sturanyi (Nosek, 1905)
- Harpactea subiasi Ferrández, 1990
- Harpactea talyschica Dunin, 1991
- Harpactea tenuiemboli Deltshev, 2011
- Harpactea tergestina Gasparo, 2014
- Harpactea terveli Lazarov, 2009
- Harpactea thaleri Alicata, 1966
- Harpactea undosa Beladjal & Bosmans, 1997
- Harpactea vagabunda Dunin, 1991
- Harpactea vignai Brignoli, 1978
- Harpactea villehardouini Brignoli, 1979
- Harpactea wolfgangi Komnenov & Chatzaki, 2016
- Harpactea yakourensis Beladjal & Bosmans, 1997
- Harpactea zaitzevi Charitonov, 1956
- Harpactea zannonensis Alicata, 1966
- Harpactea zjuzini Dunin, 1991
- Harpactea zoiai Gasparo, 1999

- †Harpactea communis Wunderlich, 2004
- †Harpactea extincta Petrunkevitch, 1950
- †Harpactea longibulbus Wunderlich, 2011
- †Harpactea tersa (C. L. Koch & Berendt, 1854)